# Vizcondado de Escoriaza
El vizcondado de Escoriaza es un título nobiliario español creado por el rey Alfonso XIII en favor de Nicolás de Escoriaza y Fabro, importante industrial aragonés impulsor de la industria de ferrocarriles en Zaragoza, mediante real decreto del 22 de enero de 1919 y despacho expedido el 7 de abril del mismo año.

## Vizcondes de Escoriaza
|                           | Titular                                       | Periodo                   |
| Creación por Alfonso XIII | Creación por Alfonso XIII                     | Creación por Alfonso XIII |
| ------------------------- | --------------------------------------------- | ------------------------- |
| I                         | Nicolás de Escoriaza y Fabro                  | 1919-1937                 |
| II                        | José Nicolás de Escoriaza y Averly            | 1949-¿?                   |
| III                       | José Nicolás de Escoriaza y Ceballos-Escalera | 1985-2009                 |
| IV                        | Mª Paloma Montero de Espinosa y Escoriaza     | 2011-hoy                  |

## Historia de los vizcondes de Escoriaza
- Nicolás de Escoriaza y Fabro (Madrid, 1869-Bilbao, 4 de enero de 1937), I vizconde de Escoriaza, Gran Cruz del Mérito Naval, del Militar y del Civil, caballero de la Legión de Honor y de la Corona de Bélgica, miembro del consejo local del Banco de España (1911-1925), coronel honorario de ferrocarriles, vicepresidente de la compañía del Ferrocarril del Norte.[3][2]

Casó el 17 de marzo de 1895, en la iglesia de Santa Engracia de Zaragoza, con Matilde Averly y de Lasalle, que había enviudado de Segundo Morales de Rada y Sánchez Salvador. El 2 de junio de 1949 le sucedió su hijo:
- José Nicolás de Escoriaza y Averly (n. Zaragoza, 31 de agosto de 1898), II vizconde de Escoriaza, caballero de la Orden del Santo Sepulcro, teniente de complemento de artillería, Cruz Roja del Mérito Militar, Medalla de África.[5][1]

Casó con Blanca Ceballos-Escalera y Sola, V marquesa de la Pezuela. El 16 de septiembre de 1985, previa orden del 22 de agosto del mismo año para que se expida la correspondiente carta de sucesión (BOE del 10 de septiembre), le sucedió su hijo:
- José Nicolás de Escoriaza y Ceballos-Escalera (Madrid, 1 de septiembre de 1923-7 de abril de 2009), III vizconde de Escoriaza, abogado, miembro de la Real Academia de Jurisprudencia y Legislación.[6]

Casó el 13 de agosto de 1973, en Madrid, con Carmen León Garrido (n. 1926). El 3 de marzo de 2011, previa orden del 27 de enero del mismo año para que se expida la correspondiente carta de sucesión (BOE del 16 de febrero), le sucedió la hija mayor de su hermana Paloma Escoriaza y Ceballos-Escalera, VI marquesa de la Pezuela, que había casado con Eduardo Montero de Espinosa y Ortiz de Zárate, V marqués de Balzola, y por tanto su sobrina:
- María Paloma Montero de Espinosa y Escoriaza (n. San Sebastián, 15 de agosto de 1950[9]), IV vizcondesa de Escoriaza.[6][4]

Casó en octubre de 1973, en Almendralejo, con Gonzalo Díaz Recaséns, hijo de Gonzalo Díaz de Iraola y su esposa Magdalena Recaséns Méndez Queipo de Llano.